# Federring

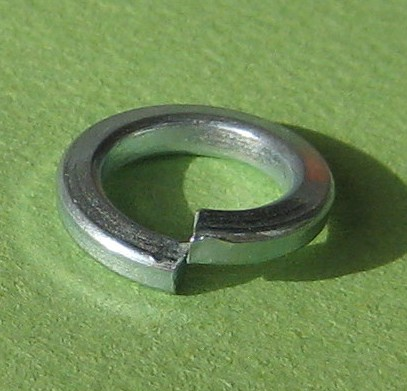
Federring

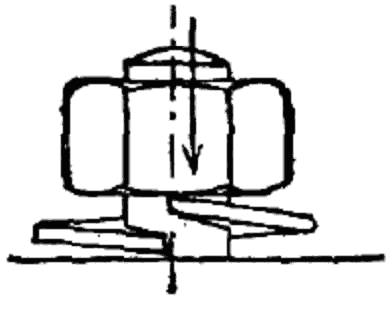
Federring unter einer noch nicht festgezogenen Mutter

Ein Federring war ein bis zum Zurückziehen der DIN-Norm DIN 127 im Jahr 2003 als Schraubensicherung benutztes Maschinenelement. Nachdem seine Wirkungslosigkeit erkannt war, wurde die entsprechende Norm zurückgezogen. Im Handel sind Federringe jedoch nach wie vor erhältlich und werden im Hobbybereich häufig in Unkenntnis der Wirkungslosigkeit und Gefahren immer noch eingesetzt.
Federringe werden zwischen dem Schraubenkopf oder der Mutter und einem der zu verbindenden Teile eingefügt, um ungewolltes Lockerwerden vermeiden zu wollen. Als aufgeschnittener und zu einem Gang einer Schraubenfeder verformter Ring bilden sie eine für den vorgesehenen Zweck zu „harte“ Feder (zu steile Federkennlinie). Allerdings liegt ein Federring schon bei 5 % der Nennvorspannkraft von Schrauben der Festigkeitsklasse 8.8 auf Block und wirkt nur noch wie eine Unterlegscheibe. Dieser kleine Anteil am Kraftschluss wird zudem beim Lockern (Lockerdrehen und/oder Setzen der zu verbindenden Teile) schnell noch kleiner, so dass keine wesentliche Sicherungswirkung besteht.
Auch Federringe, deren Schnittkanten nicht entgratet sind und so zu einem gewissen Grad einen Formschluss zwischen den Spannelementen bilden sollen (ehemals DIN 127, Form A), haben sich als unwirksames Mittel zur Schraubensicherung erwiesen. Bei den mittlerweile auch nicht mehr zulässigen (Vielzahn-)Zahnscheiben und Fächerscheiben sollte dieser Effekt ebenfalls als Schraubensicherung dienen.
Über die Wirkungslosigkeit hinaus besteht beim Einsatz eines Federrings die Gefahr, dass dieser beim Anziehen der Schraube aufbiegt und damit einen ausreichenden Kraftschluss verhindert.